# Kabaret Potem

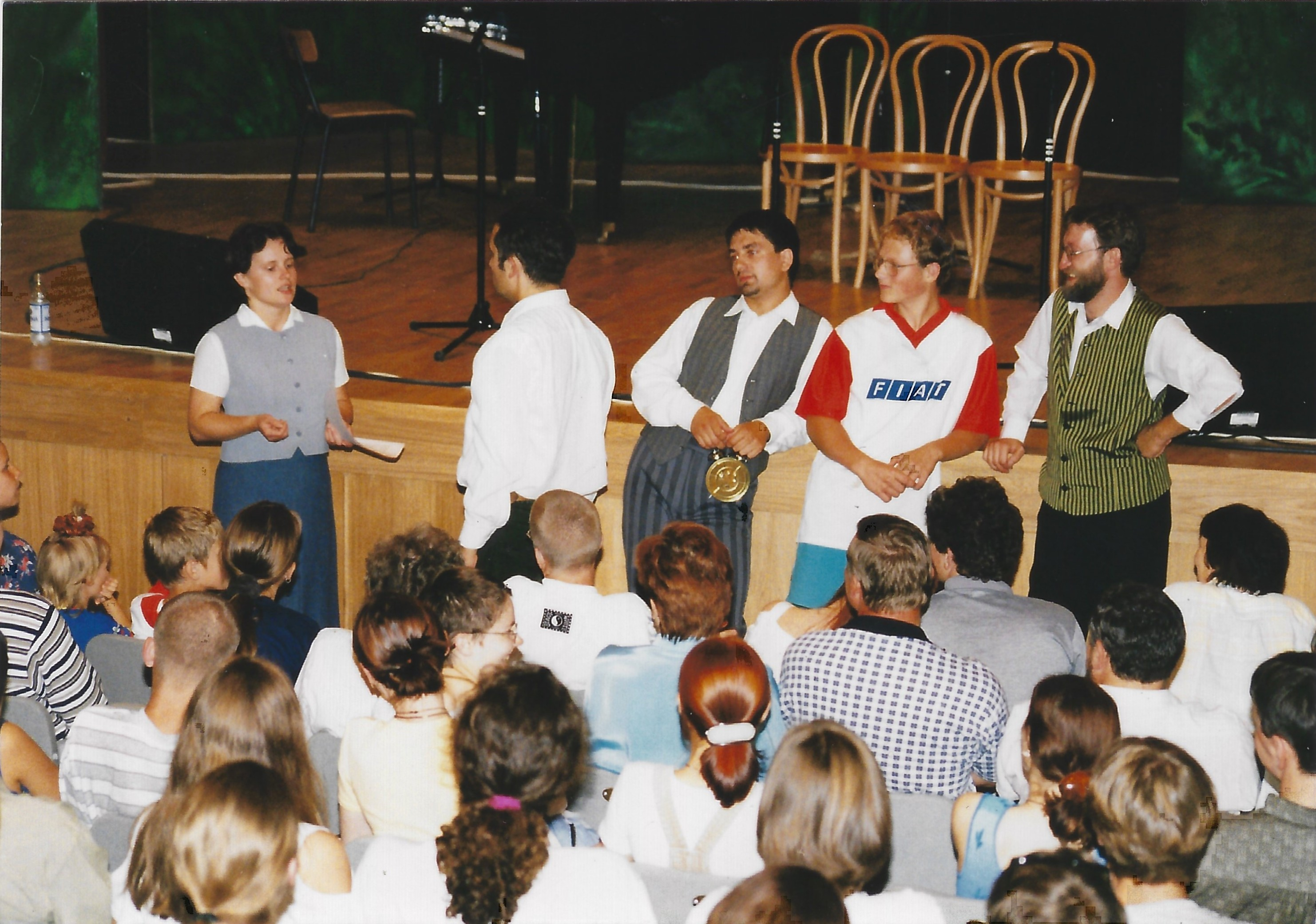
Kabaret Potem podczas występu w Ełckim Centrum Kultury (1998)

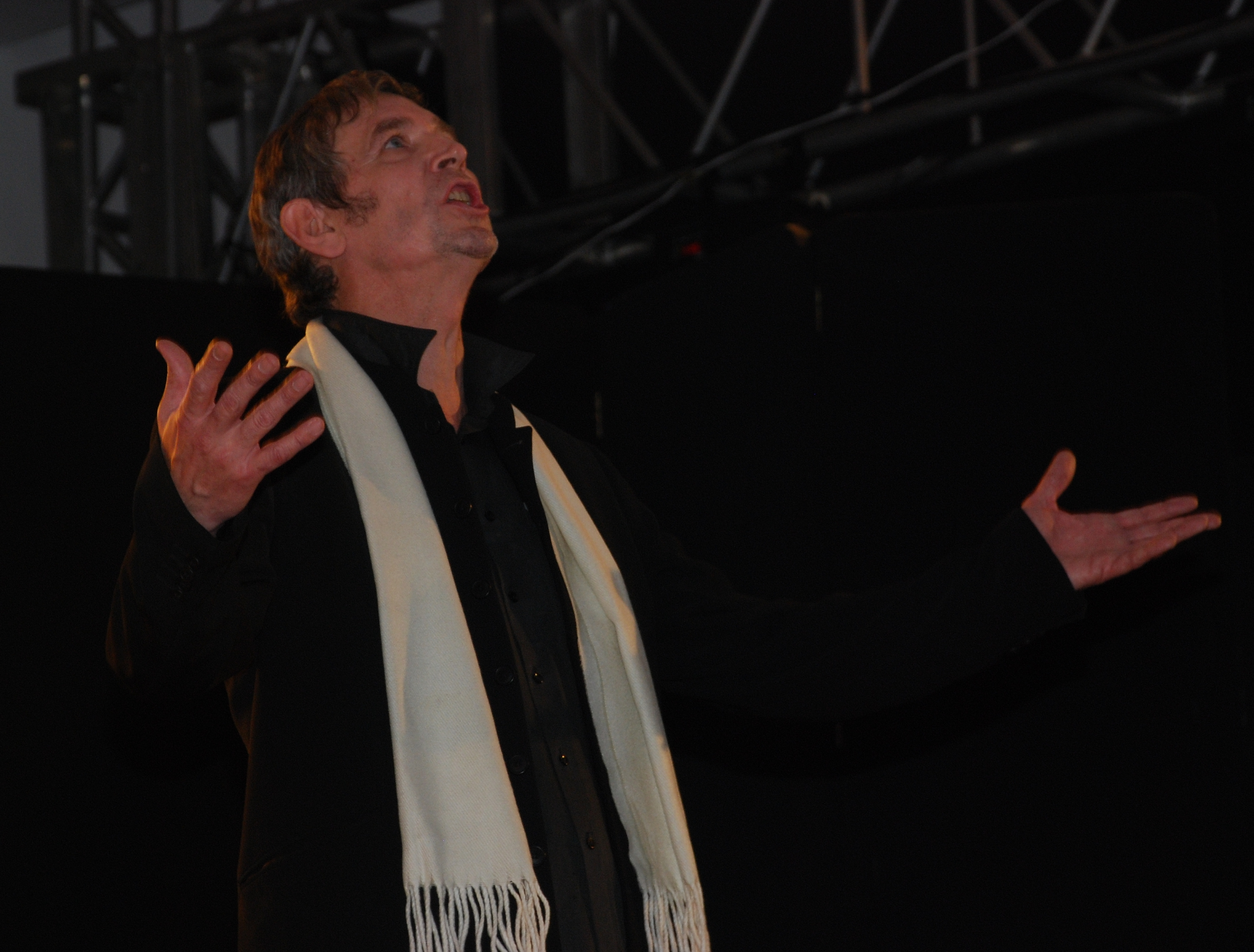
Władysław Sikora (2007)

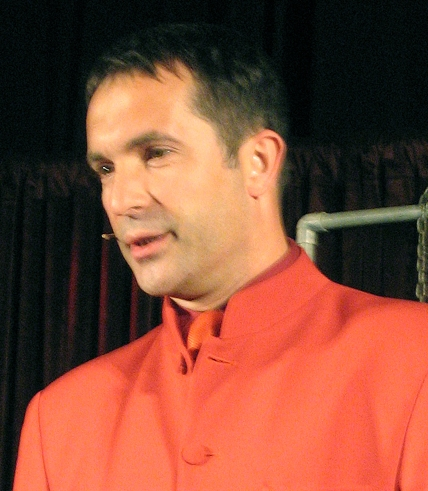
Dariusz Kamys (2008)

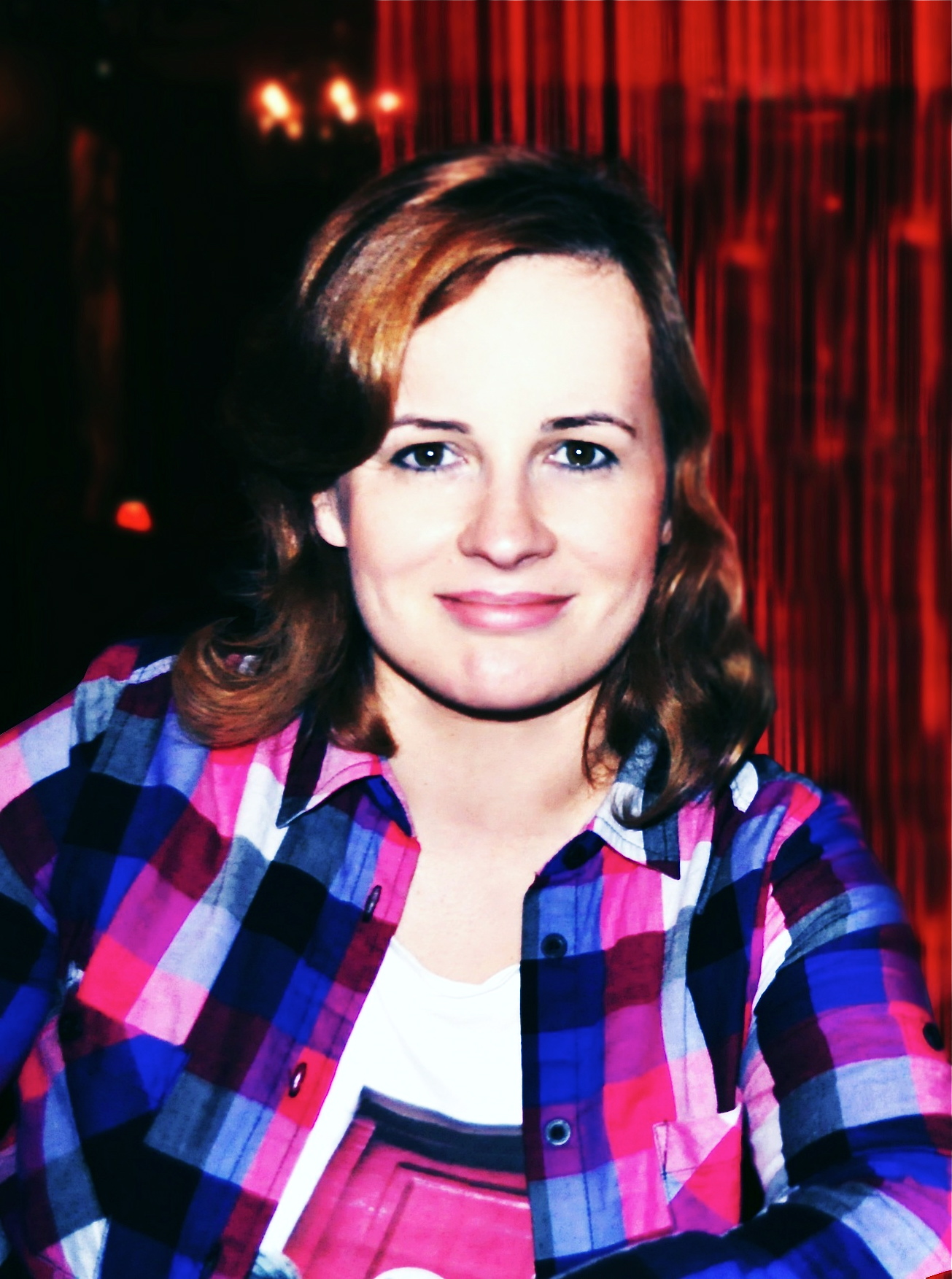
Joanna Kołaczkowska (2011)

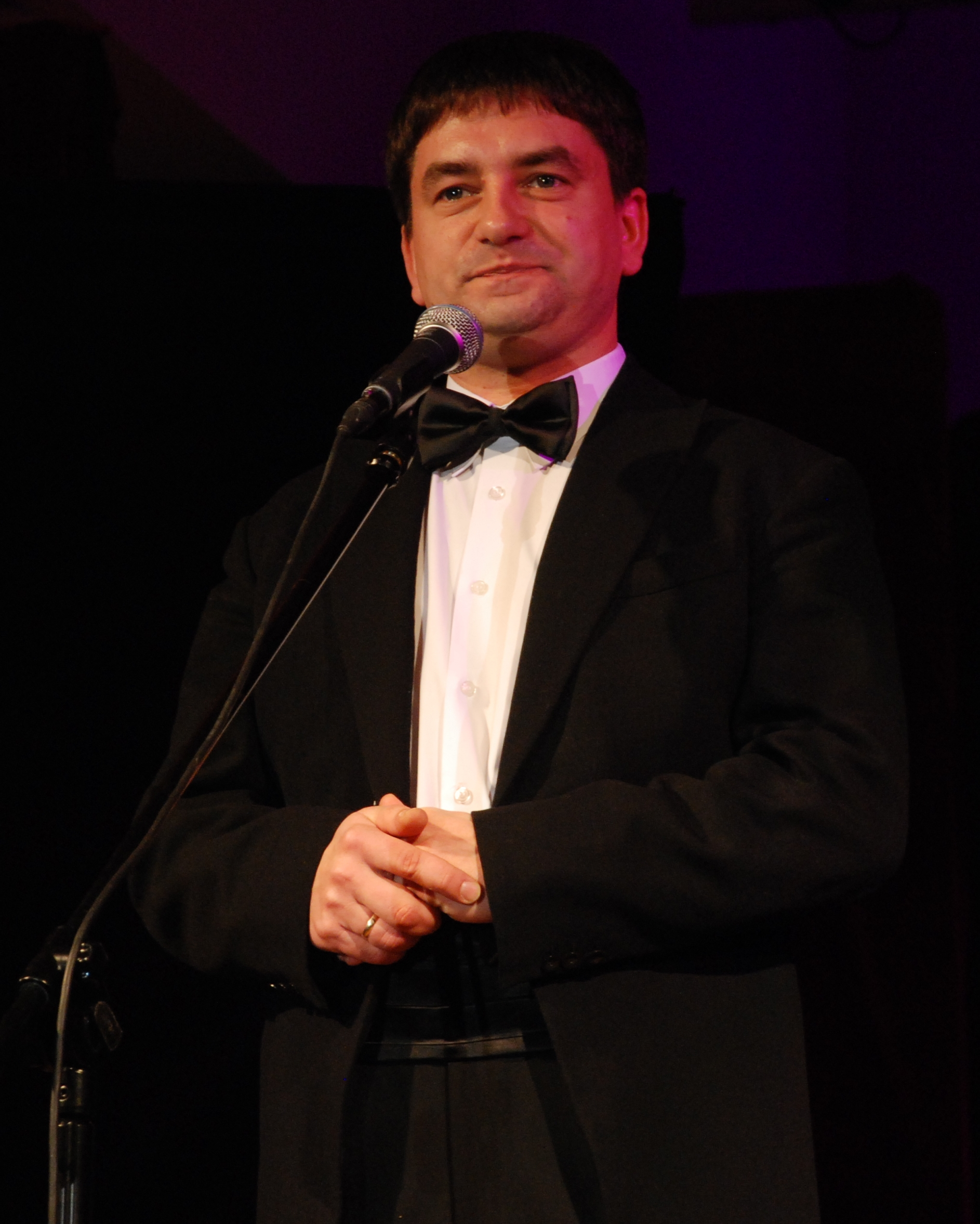
Leszek Jenek (2007)

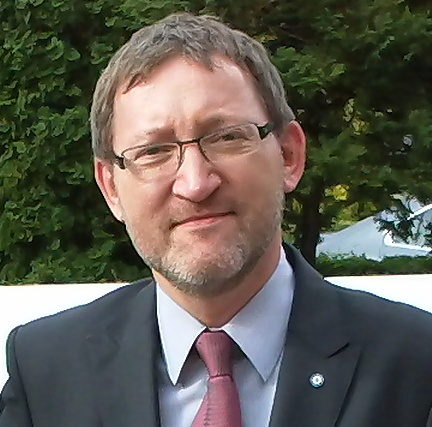
Mirosław Gancarz (2011)

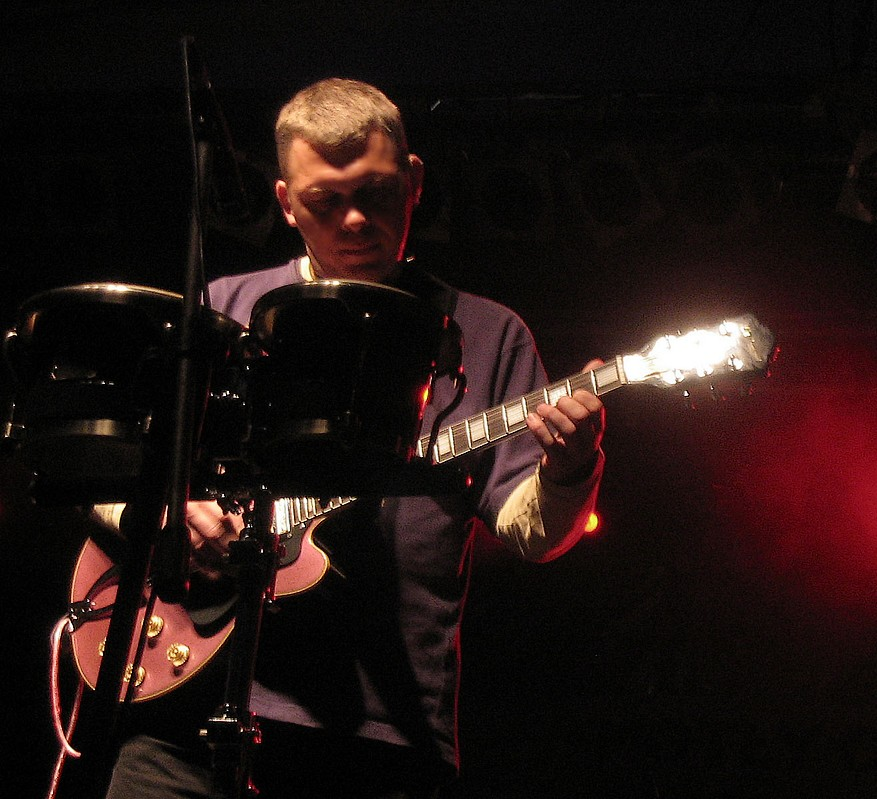
Adam Nowak (2004)

Kabaret Potem – działający w latach 80. i 90. XX w. kabaret, założony przez studentów Wyższej Szkoły Pedagogicznej w Zielonej Górze. Istniał od 25 listopada 1984 do 28 czerwca 1999, z roczną przerwą w 1988. Był pierwszym kabaretem zaliczanym do Zielonogórskiego Zagłębia Kabaretowego.

## Historia kabaretu
Początki kabaretu Potem to występy na studenckich imprezach okolicznościowych. Nazwa powstała przez skojarzenie z nazwą klubu studenckiego „Zatem”. Próby kabaretu odbywały się w klubach Zatem i Gęba.
Pierwotny skład (od 25 listopada 1984) tworzyli dwaj studenci pedagogiki kulturalno-oświatowej Wyższej Szkoły Pedagogicznej: Krzysztof Langer (do 1985) i Dariusz Kamys. Początkowo występowali też, między innymi: Janusz Klimenko (1985–1990), Ewa Sopielewska (do 1987), Andrzej Kłos (do 1985) i Mirosław Kowalik. Pierwszym pianistą zespołu był Paweł Jarosz (do 1985). W kwietniu 1985 Władysław Sikora (wówczas pracujący jako monter telefonów) zajął miejsce Krzysztofa Langera w roli lidera kabaretu.
Po trzech latach działalności kabaret Potem rozpadł się. Bezpośrednią przyczyną rozpadu było powołanie do zasadniczej służby wojskowej Dariusza Kamysa i Janusza Klimenko, ale pośrednio także spadek formy artystycznej kabaretu w kolejnych programach. Potem reaktywował się w 1989, a w nowym składzie znaleźli się byli członkowie kabaretu Drugi Garnitur: Joanna Chuda (później Kołaczkowska) i Adam Nowak (do 1990, późniejszy lider zespołu Raz, Dwa, Trzy). Od około 1990 tworzyli go: Joanna Kołaczkowska, Mirosław Gancarz (od 1986), Leszek Jenek, Dariusz Kamys, Adam Pernal (pianista) i Władysław Sikora (kierownictwo).
Potem stanowił podstawę kabaretowej Formacji Zaś (1988–1990). Niektórzy członkowie Potem, na czele z liderem całego środowiska, Władysławem Sikorą, w ramach Formacji opiekowali się nowymi kabaretami Zielonogórskiego Zagłębia Kabaretowego.
Pożegnalny występ kabaretu miał miejsce 28 czerwca 1999 w kinie „Newa” w Zielonej Górze, ostatni występ odbył się 30 czerwca 1999 w Teatrze Ziemi Rybnickiej w Rybniku.

## Po zamknięciu
Działalność kabaretową prowadzili Joanna Kołaczkowska (zm. 17 lipca 2025) i Dariusz Kamys, występujący w kabarecie Hrabi (dla którego teksty pisywał również Władysław Sikora). Leszek Jenek występuje w kabarecie Ciach. Władysław Sikora wraz z Zenonem Laskowikiem prowadził scenę kabaretową O.B.O.R.A. w Poznaniu, a od listopada 2007 współtworzył kabaret Adin założony razem z Adamem Pernalem (zm. w czerwcu 2013), potem również m.in. kabaret Adi i kabaret Perły z Odry. Wszyscy członkowie w mniejszym bądź większym stopniu udzielali się w tworzeniu amatorskich filmów wytwórni A’Yoy.
W sierpniu 2019 odbył się pierwszy światowy zlot fanów kabaretu Potem, a w 2023 jego druga edycja.

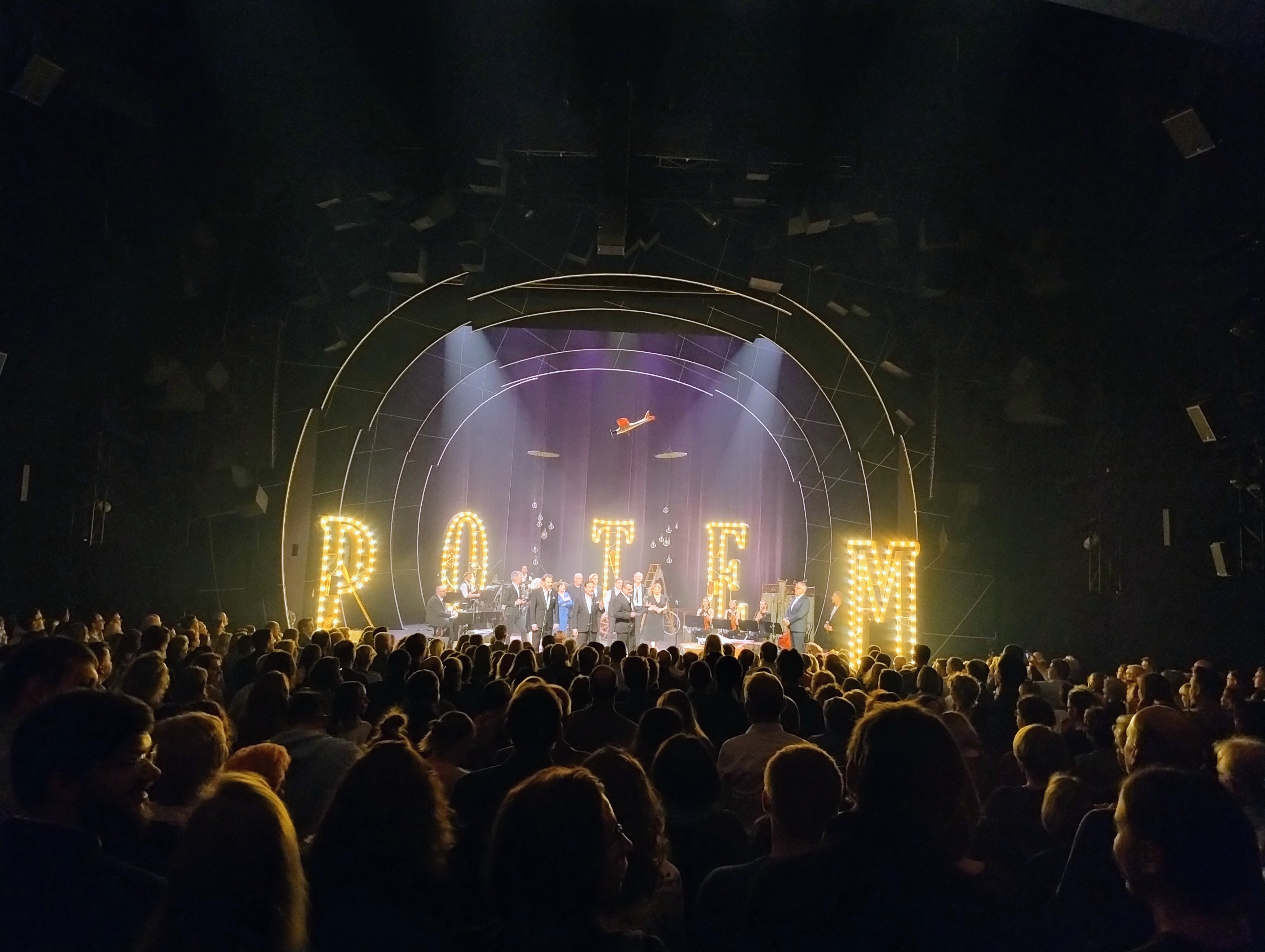
Występ kabaretu Hrabi z piosenkami kabaretu Potem w Warszawie (2025)

W maju 2025 kabaret Hrabi wystąpił w Warszawie, Gdańsku i Zabrzu z pięcioma koncertami specjalnymi dla chorej Joanny Kołaczkowskiej z piosenkami kabaretu Potem. W spektaklach gościnny udział, oprócz Dariusza Kamysa, wzięli także inni byli członkowie: Władysław Sikora, Leszek Jenek i Adam Nowak. Sama Kołaczkowska nie mogła wziąć udziału w występach.

## Twórczość
Teksty dla Potemów pisał głównie Władysław Sikora, a także Joanna Kołaczkowska i Dariusz Kamys, kabaret korzystał też z tekstów opracowanych w ramach Klubu Literatów Zeppelin. Autorami muzyki byli Władysław Sikora oraz Adam Pernal. Sikora był także scenarzystą i reżyserem programów.
Sztandarowa piosenka kabaretu Potem, Zrób kabaret, jest dziełem grupy „Nieznani Sprawcy” z Lublina.

### Programy kabaretowe
- 1984–1987 – Pierwszy program – program składa się z wybranych skeczy z programów Potem I, Potem II i Potem III
- 1989 – Z Kolbergiem przez świat
- 1990 – Zielona Gęś – program oparty na tekstach TeatrzykuZielona Gęś autorstwa Konstantego Ildefonsa Gałczyńskiego
- 1991 – Bajki dla potłuczonych
- 1992 – Różne takie story
- 1993 – 15 sztuk
- 1994 – Sny i zmory im. sierżanta Zdyba
- 1996 – Serca jak motyle
- 1997 – Dzikie muzy
- 1998 – Trąbka dla gubernatora
- 1999 – Paskudy i wywłoki – program składa się ze skeczy odrzuconych z innych programów
- 1999 – Tam i z powrotem – program pożegnalny, w którym wzięli również udział byli członkowie kabaretu Ewa Sopielewska i Janusz Klimenko

### Wydawnictwa
- CC Z Kolbergiem przez świat – rok nagrania: 1991
- CC Piosenki kabaretu Potem – rok nagrania: 1995
- CC Kabaret Potem i przyjaciele – rok nagrania: 1998; kaseta zawiera piosenki kabaretu Potem nagrane wspólnie z Grupą MoCarta, orkiestrą Moralnego Niepokoju, José Toresem i muzykami grupy Raz Dwa Trzy[13]

- DVD Bajki dla potłuczonych – premiera: 2003, rok nagrania: 1994
- DVD Różne takie story – premiera: 2004, rok nagrania: 1994 (Piosenki kabaretu Potem), 1995 (Różne inne takie story), 1999 (Paskudy i wywłoki)
- DVD Sny i zmory im. sierżanta Zdyba – premiera: 2005, rok nagrania: 1995
- DVD Serca jak motyle – premiera: 2005, rok nagrania: 1998
- DVD Dzikie muzy – premiera: 2005, rok nagrania: 1998
- DVD 15 sztuk – premiera: 2006, rok nagrania: 1999
- DVD Trąbka dla gubernatora – premiera: 2006, rok nagrania: 1998
- DVD Z Kolbergiem przez świat – premiera: 2007, rok nagrania: 1992
- DVD Tam i z powrotem – premiera: 2007, rok nagrania: 1999

W formie DVD nie zostały wydane nagrania Różne takie story (1992) oraz Zielona Gęś (1994). Wszystkie nagrania zostały zrealizowane przez Telewizję Polską. Na płytach znalazły się liczne dodatki, m.in. amatorskie nagrania skeczów i piosenek nieujętych w realizacjach TVP.
W 1995 na zlecenie TVP powstał dokument Kabaret Potem tam i z powrotem w reżyserii Władysława Sikory.
W 2017 TVP zrealizowała trzyczęściowy program Kabaret Potem – wygrzebane z popiołów, w którym wzięli udział Joanna Kołaczkowska, Mirosław Gancarz, Leszek Jenek, Dariusz Kamys i Władysław Sikora.

## Nagrody i wyróżnienia[1]
- 1986: Grand Prix (za najlepszy skecz pt. Echo), I Nagroda oraz Nagroda Publiczności na II Przeglądzie Kabaretów PaKA, Kraków
- 1987: Grand Prix oraz Nagroda Publiczności na III Przeglądzie Kabaretów PaKA, Kraków
- 1987: I nagroda na Festiwalu Piosenki Studenckiej, Kraków
- Główna nagroda na Festiwalu Piosenki Debilnej, Wrocław
- Główna nagroda na Konkursie Piosenki Kabaretowej APSIK